# Ulises Dávila
Ulises Alejandro Dávila Plascencia (ur. 13 kwietnia 1991 w Guadalajarze) – meksykański piłkarz grający na pozycji ofensywnego pomocnika lub napastnika w Santosie Laguna.
W 2011 roku wraz z reprezentacją Meksyku do lat 20 uczestniczył w mistrzostwach Ameryki Północnej w Gwatemali, gdzie zdobył złoty medal, a w finałowym spotkaniu z Kostaryką strzelił dwie bramki. Ponadto znalazł się w kadrze Meksyku na Copa América 2011, jednak nie wystąpił w żadnym meczu.
Również w 2011 wziął udział w mistrzostwach świata U-20 w Kolumbii. W turnieju tym wystąpił w siedmiu meczach i zdobył jednego gola – strzelił bramkę w wygranym 3:1 spotkaniu o trzecie miejsce z Francją. Ponadto w pojedynku 1/8 finału z Kamerunem zdobył gola w serii rzutów karnych, przyczyniając się do zwycięstwa.